# سی محجوب
سی محجوب (به عربی: سي المحجوب) یک شهرداری در الجزایر است که در استان مدیه واقع شده‌است.